# Cleopatra (vlinder)
De cleopatra (Gonepteryx cleopatra) is een dagvlinder uit de familie Pieridae (witjes). De imago heeft een spanwijdte van 50 tot 68 millimeter. De imago lijkt op dat van de citroenvlinder. Het mannetje van de cleopatra heeft echter oranje vlekken op de bovenzijde van de voorvleugel. Net als bij de citroenvlinder is er sprake van  geslachtsdimorfie; het vrouwtje is vrijwel geheel wit en lijkt daardoor extra veel op de citroenvlinder.

## Voorkomen
De cleopatra komt voor in het Middellandse Zeegebied. De vlinder wordt tot op 1600 meter hoogte gevonden.

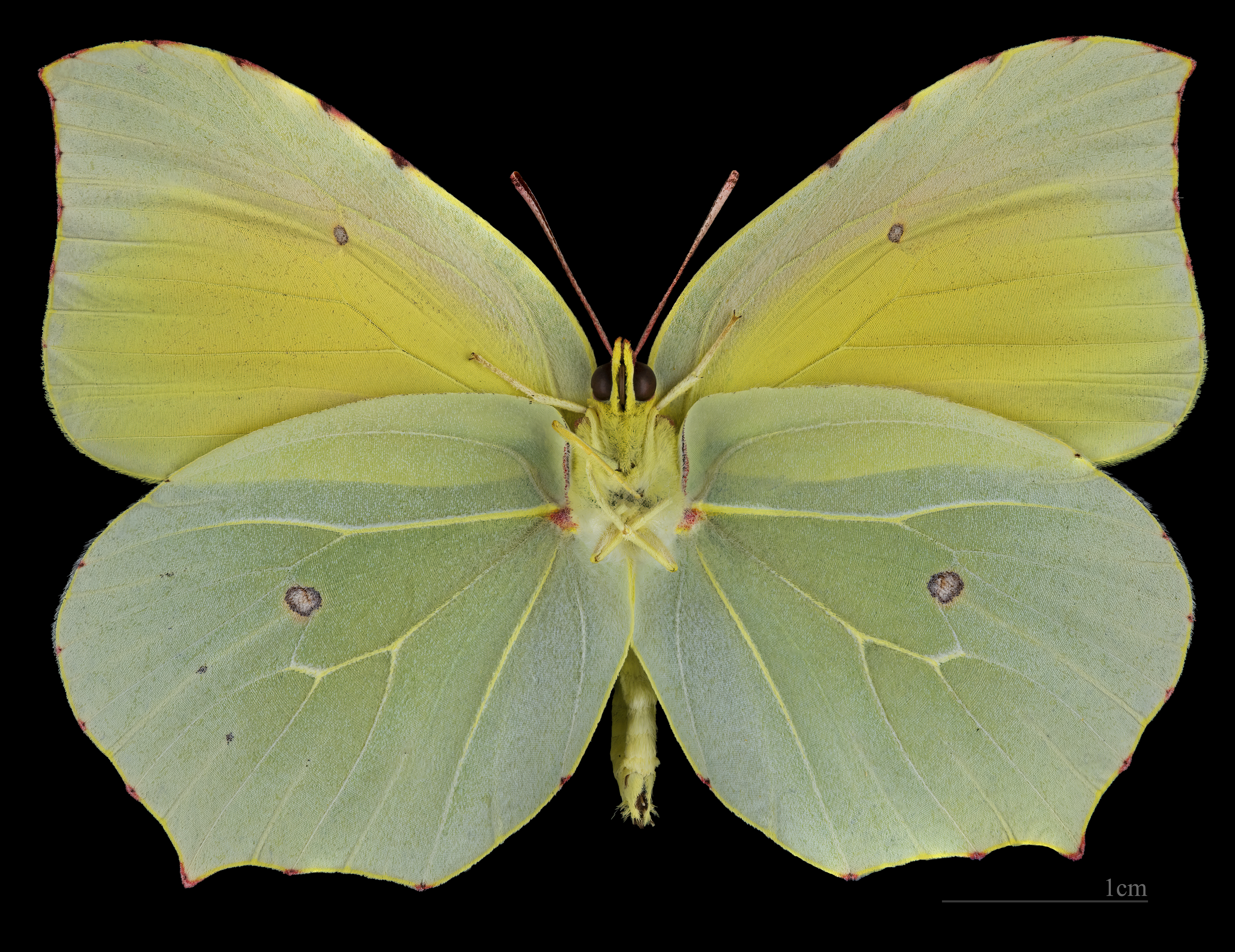
Gonepteryx cleopatra ♂
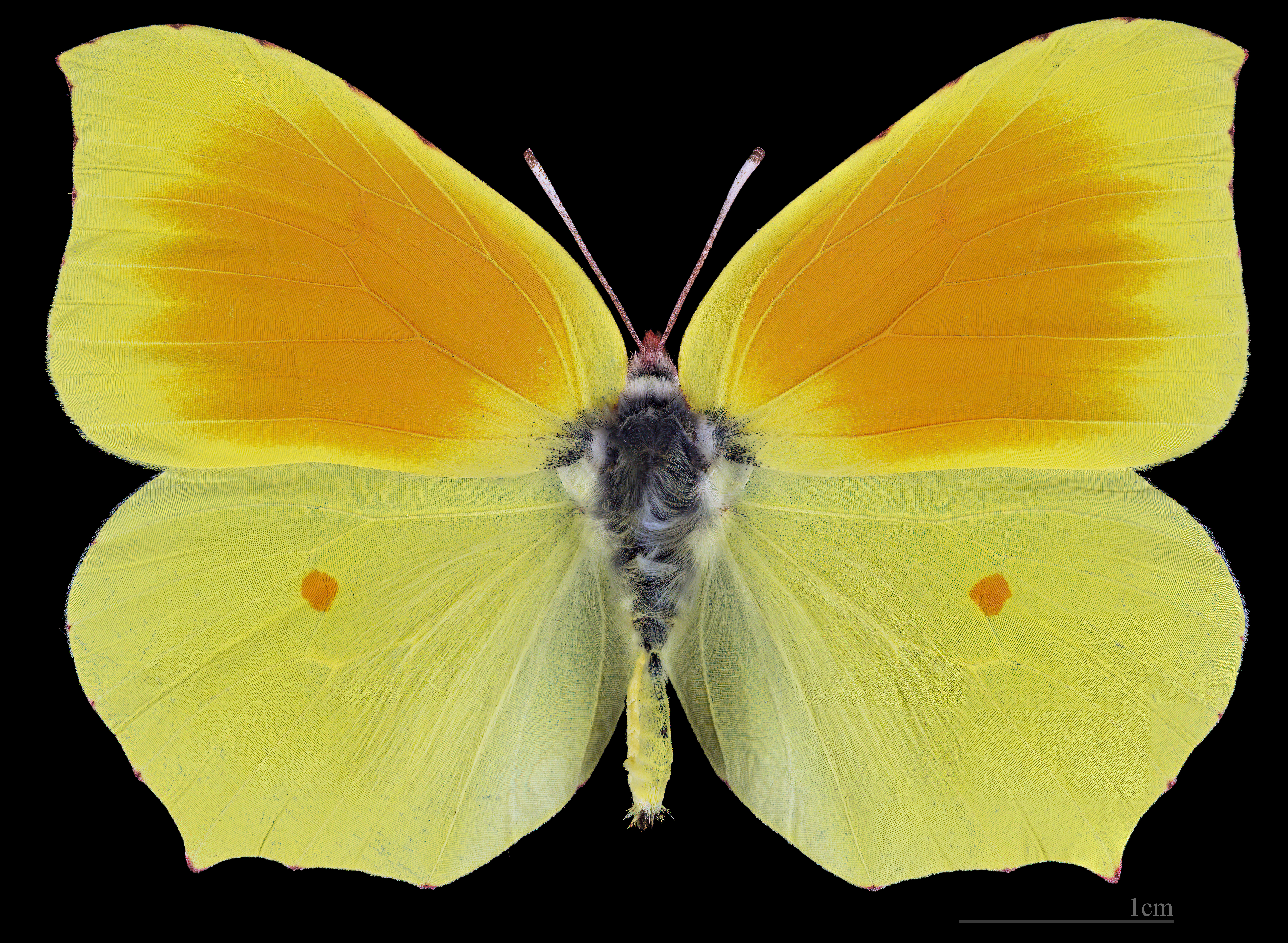
Gonepteryx cleopatra ♂  △

## Vliegtijd
De cleopatra vliegt van maart tot in augustus. De soort overwintert als imago.

## Waardplanten
De waardplanten komen uit het geslacht Rhamnus (vuilboom).

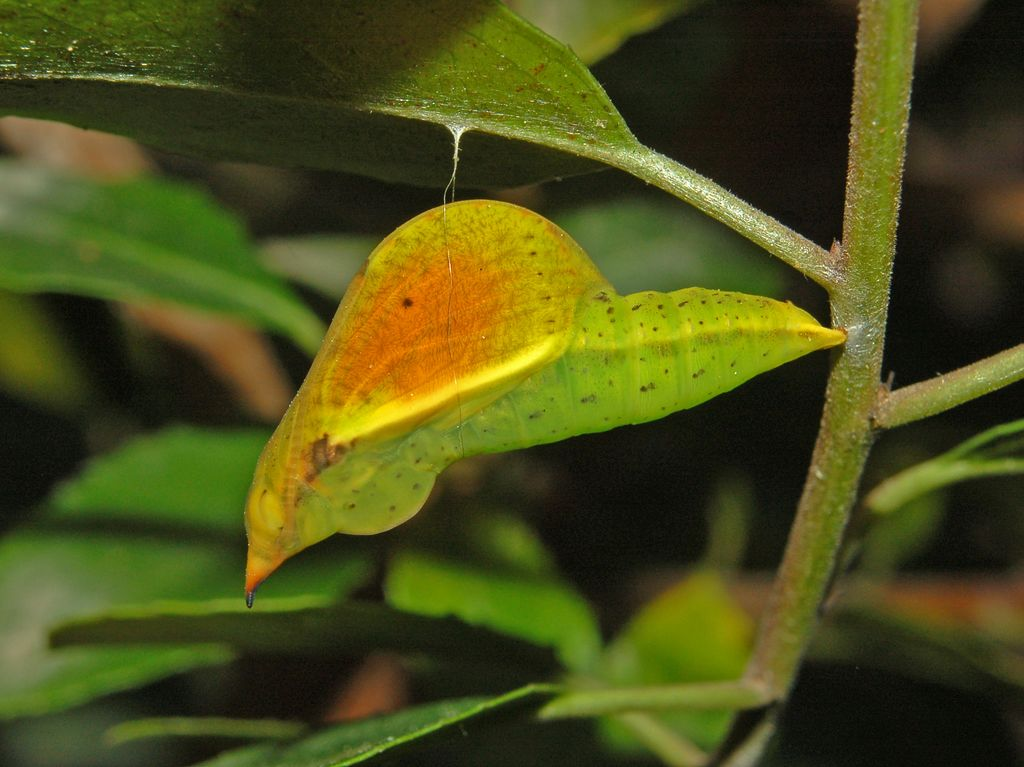
Pop